# 国際無線障害特別委員会
国際無線障害特別委員会（フランス語でComité international spécial des perturbations radioélectriques: CISPR、シスプル）は、電気・電子機器から発する電磁波障害について、測定法・許容値などの規格を国際的に統一することを目的に1934年に設立された国際電気標準会議（IEC）の特別委員会である。

## 組織
CISPRは運営委員会と、分野ごとに分かれた以下の6つの小委員会・分科会（Sub Committee: SC）によって構成される。
- SC-A : 無線妨害測定と統計的手法。
- SC-B : 工業・科学・医療(ISM)向け高周波装置、高電圧設備、電力系列、電気鉄道における妨害。
- SC-D : 自動車(ガソリン車、電気車とも)、内燃機関における妨害、車載受信機。
- SC-F : モーター、電動工具、照明器具などからの妨害、イミュニティ。
- SC-H : 無線通信保護のための妨害波制限
- SC-I : 情報技術(IT)設備(コンピュータなど)、マルチメディア / ハイファイ機器、受信機の電磁環境適合性。

以前はSC-C（電力線）、SC-E（放送受信機）、SC-G（コンピュータなどの情報技術装置）も存在したが、2001年6月にSC-CはSC-Bに、SC-EとSC-GはSC-Iに統合され、現在の体制になった。

## 規格
CISPRの出版物は基本的に電磁妨害の測定に関する規準である。それらはケーブルの長さ、測定装置構成、およびアースする手段を指定している。規準には、イミュニティに関しても指定されている。
現在まで、30以上のCISPR規格が公表された。代表的な基準は以下のとおりである。
- CISPR 10 : CISPRの組織、規則、および手順。(1992年9月)
- CISPR 11 : 工業、科学、医療(ISM)向け高周波機器の電磁妨害の特性の許容値及び測定の方法。（1999年）
- CISPR 12 : 車両、モータボート、及び火花点火エンジン駆動の装置からの妨害波の許容値及び測定方法。（2001年）
- CISPR 14 : 電磁環境適合性。電動工具、電気・電子機器、および同様の装置。1) エミッション、2)イミュニティ。（1998年10月(1)、11月(2)）
- CISPR 22 : 情報技術設備の無線妨害特性許容値及び測定の方法。（1997年4月）
- CISPR 25 : 車載受信機の保護のための妨害特性の許容値及び測定法（1995年）

## 市場における規格の適用
CISPRの規格は、サプライヤーが到達すべきベンチマークとなる。CISPRは、その規格を適用するためのガイドを作成し、公開している。
CISPR 25は、自動車用電子機器市場において、ベンチマークとして人気が高まっている。例えば、テキサス・インスツルメンツ社は、CISPR 25に適合するテールライトのリファレンス・デザインを公開している。